# Coenotephria viduata
Coenotephria viduata là một loài bướm đêm trong họ Geometridae.